# Nikielkowo
Nikielkowo (deutsch Nickelsdorf) ist ein Dorf in der polnischen Woiwodschaft Ermland-Masuren. Es gehört zur Stadt-und-Land-Gemeinde Barczewo (Wartenburg in Ostpreußen) im Powiat Olsztyński (Kreis Allenstein).

## Geographische Lage
Nikielkowo liegt sechs Kilometer nordöstlich der Stadt Olsztyn (Allenstein) an einer Nebenstraße, die von der Woiwodschaftshauptstadt über Łęgajny (Lengainen) nach Barczewko (Alt Wartenburg) führt. Der Hauptbahnhof in Olsztyn ist die nächste Bahnstation an der Linie 353 der Polnischen Staatsbahn, die von Toruń (Thorn) bis in das russische Schelesnodoroschny (Gerdauen) und mitten durch das Ortsgebiet von Nikielkowo verläuft.

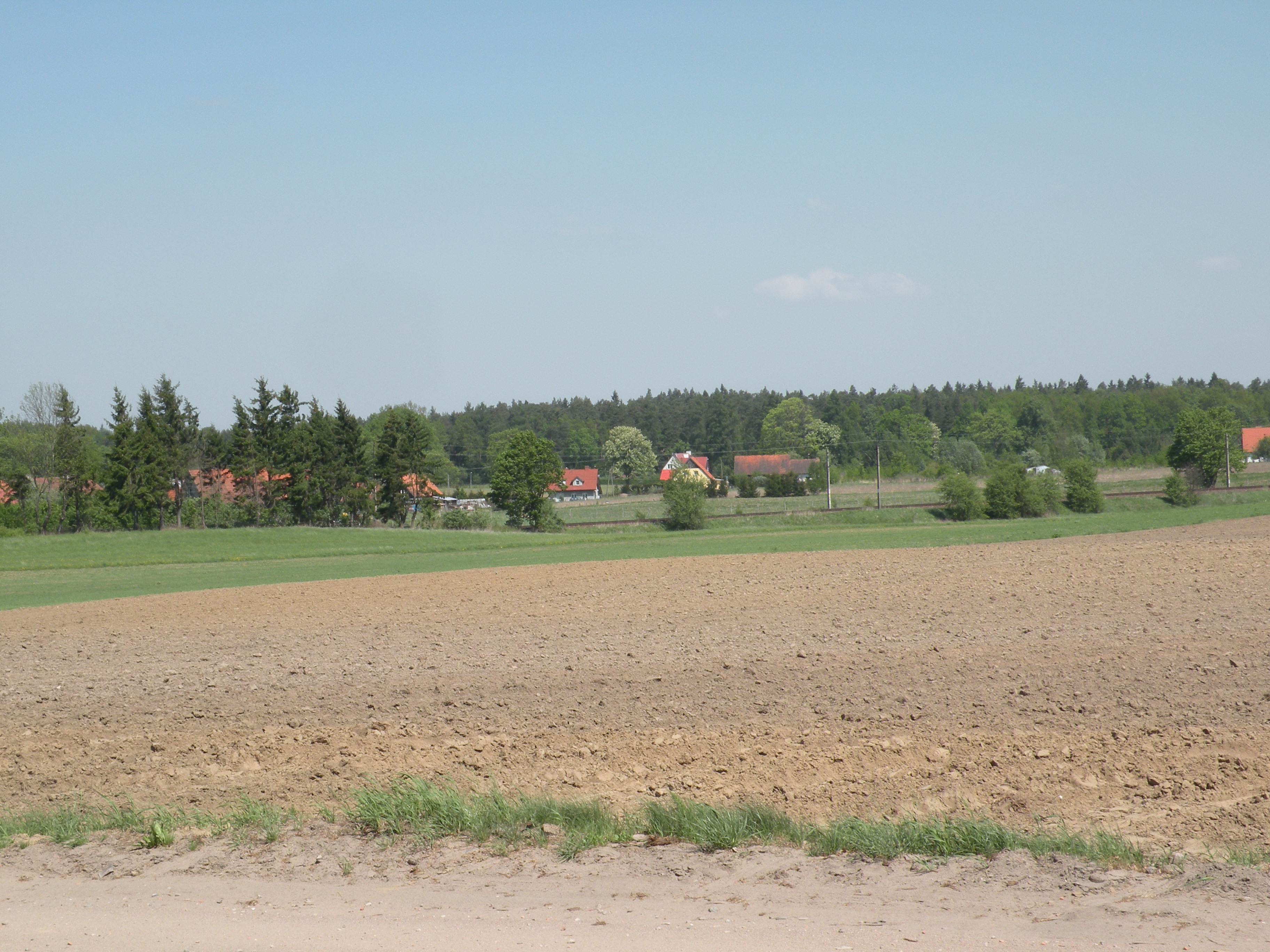
Blick auf Nikielkowo

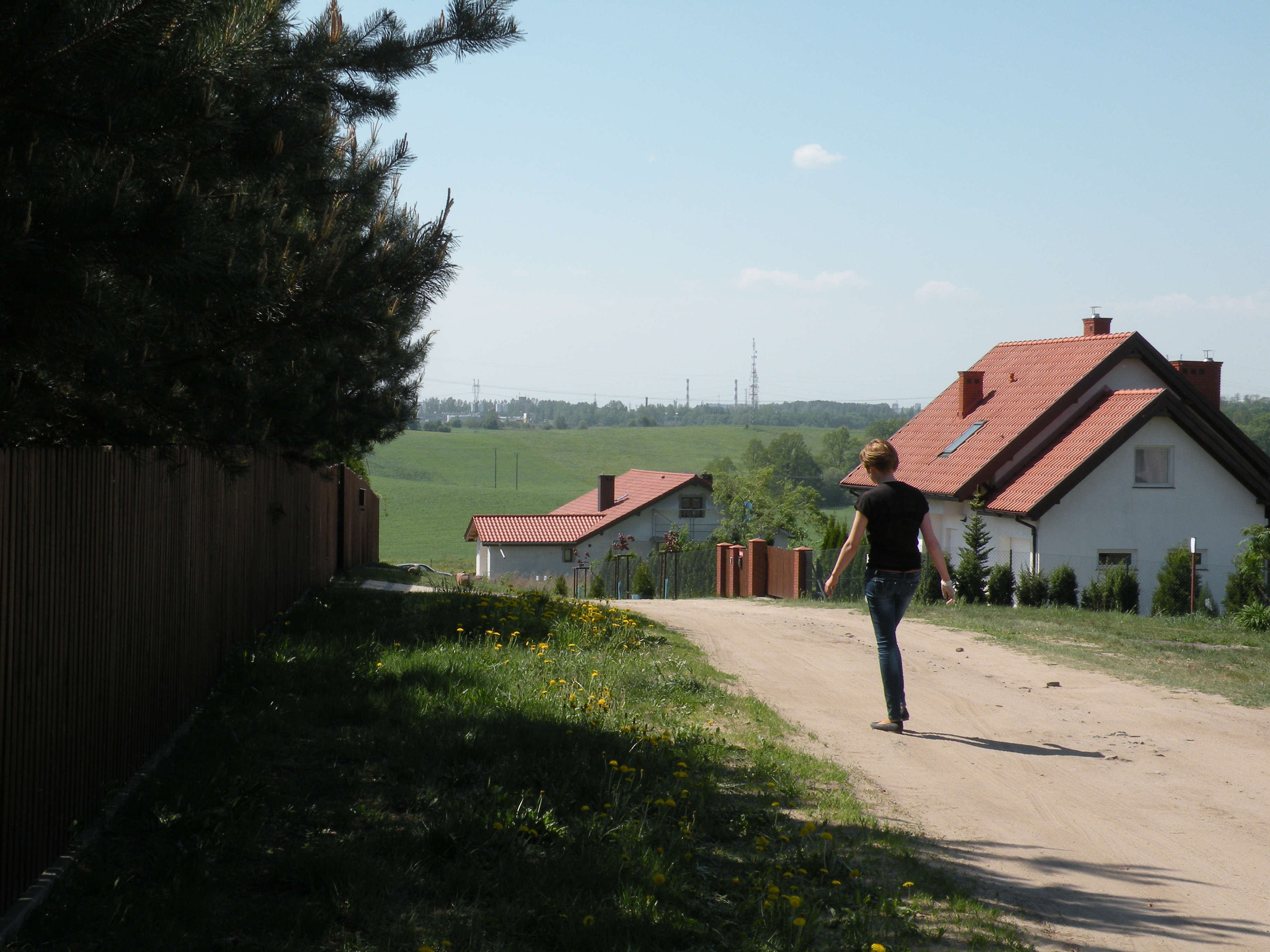
Dorfstraße

## Geschichte

### Ortsgeschichte
Der bis 1945 Nickelsdorf genannte Gutsort wurde im Jahre 1366 gegründet In der Folgezeit finden sich Namensformen wie Nicelausdorf (nach 1366), Nycclosdorf (vor 1785) und Nekielsdorf (nach 1820). 
Am 7. Mai 1874 wurde das Dorf Amtssitz und namensgebender Ort für den neu geschaffenen Amtsbezirks Nickelsdorf, der bis 1945 zum Landkreis Allenstein im Regierungsbezirk Allenstein der preußischen Provinz Ostpreußen gehörte. Im Jahre 1910 lebten im  Gutsbezirk Nickelsdorf 175 Menschen.
Aufgrund der Bestimmungen des Versailler Vertrags stimmte die Bevölkerung im Abstimmungsgebiet Allenstein, zu dem Nickelsdorf gehörte, am 11. Juli 1920 über die weitere staatliche Zugehörigkeit zu Ostpreußen (und damit zu Deutschland) oder den Anschluss an Polen ab. In Nickelsdorf stimmten 100 Einwohner für den Verbleib bei Ostpreußen, auf Polen entfielen keine Stimmen.
Am 17. Oktober 1928 schlossen sich die beiden Nachbargutsbezirke Nickelsdorf und Trautzig (heute polnisch: Track, Stadtteil von Olsztyn) zur neuen Landgemeinde Trautzig-Nickelsdorf zusammen, in der 1933 insgesamt 248 und 1939 bereits 267 Einwohner gezählt wurden.
Infolge des Zweiten Weltkrieges kam Nickelsdorf innerhalb des südlichen Ostpreußens zu Polen und erhielt die polnische Bezeichnung „Nikielkowo“. Das Dorf gehört heute zur Gmina wiejska (Landgemeinde) Barczewo (Wartenburg) im Powiat Olsztyński der Woiwodschaft Ermland-Masuren (1975 bis 1998 Woiwodschaft Allenstein).

### Amtsbezirk Nickelsdorf
Von 1874 bis 1945 bestand der Amtsbezirk Nickelsdorf mit anfangs sechs, nach 1928 noch fünf Kommunen:
| Deutscher Name | Polnischer Name | Bemerkungen                                                                          |
| -------------- | --------------- | ------------------------------------------------------------------------------------ |
| Köslienen      | Kieźliny        |                                                                                      |
| Micken         | Myki            |                                                                                      |
| Nickelsdorf    | Nikielkowo      | 1928 mit Trautzig zur neuen Landgemeinde Trautzig-Nickelsdorf zusammengeschlossen    |
| Salbken        | Zalbki          |                                                                                      |
| Trautzig       | Track           | 1928 mit Nickelsdorf zur neuen Landgemeinde Trautzig-Nickelsdorf zusammengeschlossen |
| Wadang         | Wadąg           |                                                                                      |

## Kirche

### Evangelisch
Die evangelischen Einwohner von Nickelsdorf gehörten vor 1945 zum Kirchspiel der Evangelischen Kirche Allenstein (heute polnisch: Olsztyn), das bis 1893 zum Kirchenkreis Ermland, danach bis 1945 zum Kirchenkreis Allenstein in der Kirchenprovinz Ostpreußen der Kirche der Altpreußischen Union gehörte.
Seit 1945 leben aufgrund von Flucht und Vertreibung nur noch wenige evangelische Kirchenglieder in Nikielkowo. Sie gehören weiterhin zur Pfarrei in Olsztyn, die jetzt der Diözese Masuren der Evangelisch-Augsburgischen Kirche in Polen zugeordnet ist.

### Römisch-katholisch

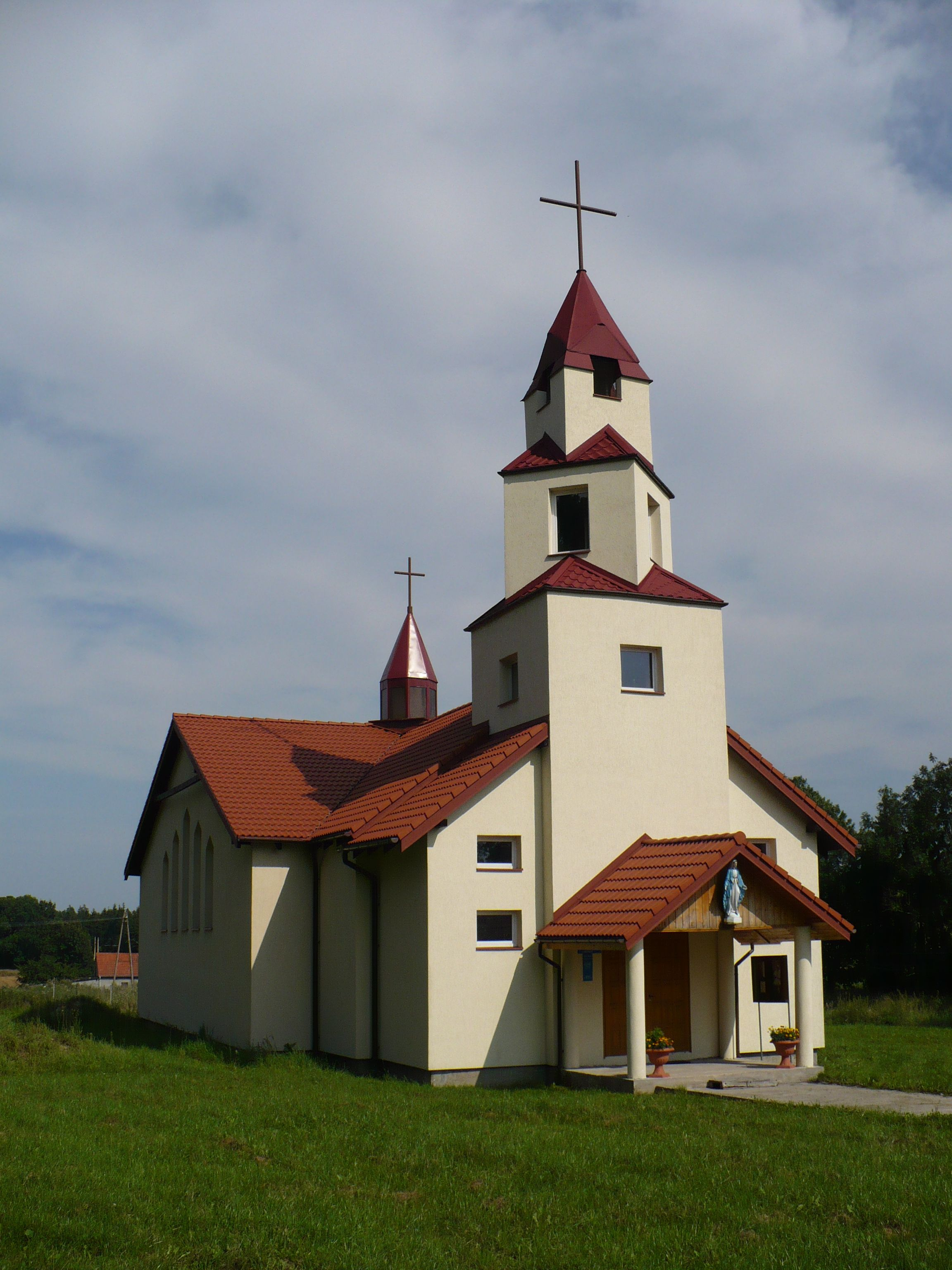
Die katholische Kirche Nikielkowo im Jahre 2007

Der römisch-katholische Bevölkerungsteil war bis 1945 in die Pfarrgemeinde St. Josef in Allenstein im Bistum Ermland eingegliedert. 
Für die dann überwiegend römisch-katholische Einwohnerschaft wurde in Nikielkowo eine Kirche errichtet, die den Namen Kościół Święty Anny (St.-Annen-Kirche) trägt. Sie ist Filialkirche der gleichnamigen Pfarrei in Olsztyn Zielona Górka (Grünberg) im Dekanat Olsztyn II - Zatorze innerhalb des Erzbistums Ermland.

## Persönlichkeiten des Ortes
- Leopold von Hoverbeck (* 25. Juli 1822 in Nickelsdorf), deutscher Gutsbesitzer und Politiker († 1875)